# .aq
.aq  (Antarctique) é o código TLD (ccTLD) da Internet para a Antártida.
É reservado para organizações que conduzem trabalhos na Antártida e para aquelas que promovem a Antártida ou o Oceano Antártico.[carece de fontes?] É administrado por Peter Mott da Mott e Associados da Auckland, Nova Zelândia.[carece de fontes?]